# Distrikt Mangas
Der Distrikt Mangas liegt in der Provinz Bolognesi in der Region Ancash in West-Peru. Der Distrikt besitzt eine Fläche von 126 km². Beim Zensus 2017 wurden 522 Einwohner gezählt. Im Jahr 1993 lag die Einwohnerzahl bei 608, im Jahr 2007 bei 568. Die Distriktverwaltung befindet sich in der 3459 m hoch gelegenen Ortschaft Mangas mit 389 Einwohnern (Stand 2017). Mangas befindet sich 25 km südsüdöstlich der Provinzhauptstadt Chiquián.

## Geographische Lage
Der Distrikt Mangas liegt in der peruanischen Westkordillere im Süden der Provinz Bolognesi. Der Río Pativilca fließt entlang der westlichen Distriktgrenze nach Süden.
Der Distrikt Mangas grenzt im Westen an die Distrikte Carhuapampa, San Cristóbal de Raján, Llipa, Distrikt Cajamarquilla (alle in der Provinz Ocros) und Abelardo Pardo Lezameta, im Norden an die Distrikte La Primavera und Pacllón sowie im Südosten an den Distrikt Copa (Provinz Cajatambo).